# Ola Rapace
Sonny Ola Rapace Norell, (født Pär Ola Norell 3. december 1971 i Tyresö, Stockholms län) er en svensk skuespiller; han har bl.a. medvirket i den danske tv-serie Anna Pihl, den svenske tv-serie Wallander samt anden sæson af den danske krimiserie Gidseltagningen.

## Udvalgt filmografi
- Tillsammans (2000)
- Flamingo (kortfilm, 2003)
- Kommissionen (tv-serie, 2005)
- Wallander (tv-serie, 2005-2006)
- Desmonds æbletræ (animationsfilm, 2006)
- Anna Pihl (tv-serie, 2007-2008)
- Kommissæren og havet (tv-serie, 2008)
- Livet i Fagervik (tv-serie, 2009)
- Solsidan (tv-serie, 2010)
- Stockholm-Båstad (tv-serie, 2011)
- Anno 1790 (tv-serie, 2011)
- Skyfall (2012)
- Tommy (2014)
- Steppeulven (2014)
- Lang historie kort (2015)
- Carole Matthieu (2016)
- Valerian and the City of a Thousand Planets (2017)
- Hassel (tv-serie, 2017)
- The Last Kingdom (tv-serie, 2018)
- Gidseltagningen (tv-serie, 2019)
- Divertimento (kortfilm, 2020)
- The Beginning (kortfilm, 2022)
- Miséria (2024)